# Paulo Gazzaniga
Paulo Dino Gazzaniga (Murphy, 2 januari 1992) is een Argentijns doelman in het betaald voetbal. Hij verruilde Fulham in juli 2023 transfervrij voor Girona, dat hem het voorgaande seizoen al huurde. Gazzaniga debuteerde in 2018 in het Argentijns voetbalelftal.

## Clubcarrière
Gazzaniga stroomde in 2011 door vanuit de jeugd van Valencia CF, maar moest daar Vicente Guaita en Miguel Ángel Moyà voor zich dulden. Een debuut in het eerste elftal kwam er niet. Gazzaniga tekende in juli 2011 een tweejarig contract bij Gillingham, dat op dat moment in de League Two speelde. Hiervoor debuteerde hij op 4 oktober 2011, in de Football League Trophy tegen Barnet. Hij stond dat jaar twintig keer op doel. Gillingham eindigde dat jaar als achtste in de competitie.
Gazzaniga tekende op 20 juli 2012 een vierjarig contract bij het dan net naar de Premier League gepromoveerde Southampton. Hij maakte op 28 augustus 2012 zijn debuut voor The Saints, in de tweede ronde van de League Cup, tegen Stevenage. Zijn competitiedebuut volgde op 22 september 2012, in een met 4-1 gewonnen wedstrijd tegen Aston Villa. Het was de eerste competitieoverwinning van Southampton in het seizoen, na vier nederlagen. Gazzaniga bleef vijf jaar bij Southampton. In die tijd moest hij concurreren met onder anderen Artur Boruc, Fraser Forster en Maarten Stekelenburg, een strijd die hij nooit won. Hij bracht 2016/17 op huurbasis door bij Rayo Vallecano. Daar was hij wel eerste doelman, in de Segunda División.
Gazzaniga tekende in augustus 2017 een contract tot medio 2022 bij Tottenham Hotspur. Daar werd hij de derde keeper in de selectie, naast Hugo Lloris en Michel Vorm. Dat betekende weer 3,5 seizoen hoofdzakelijk op de bank zitten. Alleen in 2019/20 was hij een tijd eerste doelman vanwege een blessure bij Lloris. Hij bracht ook zijn laatste contractjaar bij Tottenham op huurbasis door in Spanje, bij Elche.
Gazzaniga tekende op 24 juli 2021 een tweejarig contract bij Fulham. Hier was Alphonse Areola net vertrokken en moest hij de concurrentie aangaan met de keeper van het Slowaakse nationale team, Marek Rodák. Rodák won. Fullham trok in augustus bovendien Bernd Leno Leno aan, die meteen eerste doelman werd. Gazzaniga vertrok daarom een paar weken later weer op huurbasis naar Spanje, naar Girona deze keer. Hier verdrong hij na een paar maanden keeper Juan Carlos uit het doel. Hij was de rest van het jaar eerste keus. Girona lijfde Gazzaniga in juli 2023 definitief in.

## Clubtatistieken
| Seizoen | Club              | Competitie       | Wedstr. | Doelp. |
| ------- | ----------------- | ---------------- | ------- | ------ |
| 2011/12 | Gillingham        | League Two       | 20      | 0      |
| 2012/13 | Southampton       | Premier League   | 9       | 0      |
| 2013/14 | Southampton       | Premier League   | 8       | 0      |
| 2014/15 | Southampton       | Premier League   | 2       | 0      |
| 2015/16 | Southampton       | Premier League   | 2       | 0      |
| 2016/17 | → Rayo Vallecano  | Segunda División | 32      | 0      |
| 2017/18 | Southampton       | Premier League   | 0       | 0      |
| 2017/18 | Tottenham Hotspur | Premier League   | 1       | 0      |
| 2018/19 | Tottenham Hotspur | Premier League   | 3       | 0      |
| 2019/20 | Tottenham Hotspur | Premier League   | 18      | 0      |
| 2020/21 | Tottenham Hotspur | Premier League   | 0       | 0      |
| 2020/21 | → Elche           | Primera División | 8       | 0      |
| 2021/22 | Fulham            | Championship     | 13      | 0      |
| 2022/23 | → Girona          | Primera División | 28      | 0      |
| Totaal  | Totaal            | Totaal           | 144     | 0      |

## Interlandcarrière
Gazzaniga debuteerde op 21 november 2018 in het Argentijns voetbalelftal. Bondscoach Lionel Scaloni liet hem toen in de 59e minuut invallen voor Gerónimo Rulli tijdens een met 2–0 gewonnen oefeninterland tegen Mexico.
1 Carlos ·
3 Gutiérrez ·
4 Martínez ·
5 López ·
6 Van de Beek ·
7 Stuani  ·
8 Tsyhankov ·
9 Ruiz ·
10 Asprilla ·
11 Danjuma ·
13 Gazzaniga ·
14 Romeu ·
15 Juanpe ·
16 Francés ·
17 Blind ·
18 Krejčí ·
19 Miovski ·
20 Gil ·
21 Herrera ·
22 Solís ·
23 Martín ·
24 Portu ·
25 López ·
27 Misehouy ·
Coach: Míchel